# جائزة خليفة التربوية
جائزة خليفة للتربية أسّســت في دولــة الإمـــارات العربيـــة المتحــــدة في العام 2007 وهي جائزة تربوية أسسها خليفة بن زايد آل نهيان ، رئيس دولة الإمارات العربية المتحدة وحاكم أبوظبي . ويشمل كافة فئات العاملين في مجال التعليم في دولة الإمارات والعالم العربي. 
وتهدف الجائزة إلى إطلاق القدرات الكامنة لدى التربويين من خلال تهيئة البيئة المناسبة لتمكين التربويين من التميز في منافسة شريفة تطلق قدراتهم الإبداعية وتعترف بمهاراتهم التربوية المتميزة. تأسست الجائزة برعاية الشيخ خليفة بن زايد آل نهيان رئيس دولة الإمارات العربية المتحدة، وتزدهر في ظل المتابعة المستمرة من الشيخ محمد بن زايد آل نهيان ولي عهد أبوظبي نائب القائد الأعلى للقوات المسلحة، والتوجيه المستمر من الشيخ منصور بن زايد آل نهيان نائب رئيس مجلس الوزراء وزير شؤون الرئاسة رئيس مجلس أمناء جائزة خليفة التربوية. وتماشياً مع هذه التوجيهات، قرر مجلس أمناء الجائزة وأمانتها العامة ولجنتها التنفيذية أن تشمل الجائزة جميع فئات العاملين في المجال التربوي سواء داخل الدولة أو في الوطن العربي.
إن الهدف الرئيسي للجائزة هو تحفيز وتعزيز تطوير المجال التربوي في دولة الإمارات العربية المتحدة والعالم العربي بشكل عام، انطلاقاً من قناعة مجلس إدارة الجائزة والأمانة العامة بأن هذين المجالين يكملان بعضهما البعض. ومنذ إنشائها، التزمت جائزة خليفة التربوية، كمؤسسة رائدة، بتعزيز التميز وثقافة الابتكار والاحتفاء بالمهارات المتميزة في المجال التربوي.

## مجلس الأمناء
يتشكل مجلس أمناء الجائزة من:
الرئيس: الشيخ منصور بن زايد آل نهيان
نائب الرئيس: الشيخ نهيان بن مبارك آل نهيان
حسين إبراهيم الحمادي
الدكتور علي راشد النعيمي
الدكتور خالد عبدالعزيز الكركي
محمد سالم الظاهري.

## فئات الجائزة
تشمل الجائزة على المستوى المحلي الفئات التالية: التعليم العام؛ تعليم ذوي الاحتياجات الخاصة؛ خلق شبكات المعرفة؛ الإعلام الجديد والتعليم؛ التعليم والبيئة المستدامة؛ التعليم وخدمة المجتمع.
وتتضمن الجائزة خمس فئات أخرى للتعليم العام داخل دولة الإمارات العربية المتحدة وفي مختلف أنحاء العالم العربي، وهي: التعليم العالي، والبحث التربوي، والمشاريع والبرامج التعليمية المبتكرة، والتأليف التربوي للأطفال، والعمل الأكاديمي المكتوب عن راعي الجائزة الشيخ خليفة بن زايد آل نهيان، رئيس دولة الإمارات العربية المتحدة.

### فئة المعلم المبدع
تستهدف هذه الفئة المعلم المبدع محلياً وعربياً،وأهم معايير جائزة خليفة التربوية للمعلم المبدع عند اختيار الفائز عن فئة التعليم العام،:
القيادة وجودة التعليم والمهارات التدريسية والبحوث والدراسات والالتزام الأخلاقي
وينال الفائز درع جائزة الشيخ خليفة التربوية وشهادة تقدير عن مجال التعليم العام، إلى جانب مكافأة مالية يتراوح قدرها بين 50 ألف و 100 ألف درهم إماراتي وفق الفئة المستهدفة.

### تعليم أصحاب الهمم
تستهدف الأفراد والمؤسسات التي تعمل على تنمية قدرات أصحاب الهمم وينال الفائزون درع جائزة خليفة التربوية وشهادة تقدير عن مجال تعليم أصحاب الهمم، إلى جانب مكافأة مالية تبلغ 75 ألف درهم إماراتي للأفراد، و 100 ألف درهم إماراتي للمؤسسات.

### التعليم العالي
تستهدف الجائزةا لأساتذة العاملين في مجال التعليم العالي في دولة الإمارات العربية المتحدة وفي الوطن العربي، كما تمنح لأصحاب الأداء المتميز في التدريس والبحث العلمي.ويستلم الفائزون درع جائزة الشيخ خليفة التربوية وشهادة تقدير عن مجال التعليم العالي، إلى جانب مكافأة مالية تبلغ 100 ألف درهم إماراتي للفائزين على مستوى الإمارات، و 100 ألف درهم إماراتي للجامعات الفائزة على مستوى الوطن العربي.

### الشخصية التربوية الاعتبارية
يستلم الفائزون درع جائزة الشيخ خليفة التربوية وشهادة تقدير عن الشخصية التربوية الاعتبارية، إلى جانب مكافأة مالية تبلغ 200 ألف درهم إماراتي

### التعليم وخدمة المجتمع
يستلم الفائزون درع جائزة الشيخ خليفة وشهادة تقدير عن التعليم وخدمة المجتمع ومكافأة مالية

### البحوث التربوية
يستلم الفائزون درع جائزة خليفة التربوية وشهادة تقدير عن البحوث العلمية ومكافأة مالية تبلغ 50 ألف درهم إماراتي على مستوى الدولة و 50 ألف درهم إماراتي على مستوى الوطن العربي

### التأليف التربوي للطفل
يستلم الفائزون درع جائزة الشيخ خليفة وشهادة تقدير عن التأليف التربوي للطفل ومكافأة مالية تبلغ 50 ألف درهم إماراتي على مستوى الدولة و 50 ألف درهم إماراتي على مستوى الوطن العربي

### الإبداع في تدريس اللغة العربية
- يستلم الفائزون درع جائزة الشيخ خليفة وشهادة تقدير عن الإبداع في تدريس اللغة العربية ومكافأة مالية تتراوح بين 75 ألف و 100 ألف درهم إماراتي على مستوى الدولة و 100 ألف درهم إماراتي على مستوى الوطن العربي

### المشاريع والبرامج التعليمية المبتكرة
- يستلم الفائزون ودرع جائزة الشيخ خليفة وشهادة تقدير عن المشاريع والبرامج التعليمية المبتكرة ومكافأة مالية تتراوح بين 50 ألف و 100 ألف درهم إماراتي على مستوى الدولة وبين 50 ألف و 100 ألف درهم إماراتي على مستوى الوطن العربي

## أهداف الجائزة
تهدف الجائزة إلى تعزيز المجال التعليمي في دولة الإمارات العربية المتحدة والعالم العربي من خلال تشجيع وتحفيز الأفراد المبدعين والمتميزين العاملين في هذا المجال. يمكن تحقيق ذلك من خلال
- تكريم الشخصيات التربوية المبدعة الداعمة للتعليم .
- إثراء الميدان التربوي بالبحوث التربوية، والمشروعات والبرامج التعليمية المبتكرة وتطبيقها.
- التشجيع على ربط التعليم بالتقنيات الحديثة والإعلام الجديد والبيئة المستدامة وخدمة المجتمع.
- تكريم وتقدير الأسر الإماراتية التي قدّمت إسهامات متميزة في ترسيخ الهوية الوطنية لدى أبنائها، ودعم أدائهم التعليمي.
- الاهتمام بالطفولة سلوكاً وتربيةً ونمواً .
- تقدير العاملين في مجال أصحاب الهمم.
- تعزيز هوية اللغة العربية في الميدان التربوي كأحد مكوّنات الهوية الوطنية .
- تشجيع المواهب الواعدة في مجال الابتكار، بما يؤهّلها لإنجاز مضامين ابتكارية في المستقبل .

## وصلات خارجية
- الموقع الرسمي نسخة محفوظة 12 ديسمبر 2022 على موقع واي باك مشين.